# Wydawnictwo Wilga
Wydawnictwo Wilga – polskie wydawnictwo literackie, specjalizujące się w literaturze dziecięcej.
W 2007 roku osiągnęło szczytowe obroty: przychody ze sprzedaży książek wyniosły 13,99 miliony złotych. Wydano rekordową liczbę tytułów w liczbie 444. Wydawnictwo jest częścią grupy wydawniczej Foksal, powstałej w 2012 roku.

## Przykładowe tytuły
Seria Mrugnij oczkiem i posłuchaj
- Miś
- Przczułka
- Piesek
- Biedronka
- Kotek

Seria Tupcio Chrupcio
- Żegnaj pieluszko
- Przedszkolak na medal
- Idę do lekarza